# Pays Quint
Pour les articles homonymes, voir Quint (homonymie).
Le pays Quint septentrional, (Kintoa en basque ou Quinto Real en espagnol) est un pays traditionnel situé à la frontière franco-espagnole, au sud de la vallée des Aldudes en Pays basque. Il appartient à l'Espagne mais est administré par la France.

## Toponymie
Paul Raymond mentionne que le nom de Quint a été donné à ce pays « du droit de glandage pour les pourceaux, qu'on appelle communément droit du quint, transféré par Charles III, roi de Navarre, aux barons d'Espelette »,.

## Géographie
Le pays Quint est un territoire espagnol, situé au sud de la vallée des Aldudes, à la limite des communes d'Aldudes, d'Urepel et de Banca.
C'est une zone de pâturages et de bois qui s'étend sur deux à six kilomètres pour une surface de 2 510 hectares (25,1 kilomètres carrés).

## Histoire
Le pays fit longtemps l'objet de sanglantes disputes entre bergers français de Baïgorry et espagnols du val d'Erro.
Le traité de Bayonne, signé le 2 décembre 1856, décida de la répartition territoriale et du régime de jouissance de cette zone contestée.
Jusqu'en 1700, le pays Quint était plus vaste qu'aujourd'hui, comprenant les terres des Aldudes, de Banca et d'Urepel, alors inhabitées, et indivis. Les fils cadets de Baïgorry, exclus de la succession patrimoniale (la tradition basque assure la transmission des biens et titres familiaux à l'aîné, homme ou femme), défrichèrent et s'implantèrent sur ce territoire.
On trouve aux Aldudes un linteau portant l'inscription en espagnol Esta casa es de bal de Erro - 1753 (« cette maison est de la vallée d'Erro - 1753 »).

## Statut particulier
Le traité de 1856 accorda à l'Espagne la propriété du territoire, et à la France la jouissance indivise sur la partie nord de la zone, et la jouissance moyennant une rente annuelle pour le pacage des troupeaux sur la partie sud, versée par la vallée des Aldudes.
Aujourd'hui, le statut hybride perdure, la poste française assurant la distribution du courrier, Enedis l'électricité, et la guardia civil espagnole la sécurité. L'administration du territoire échoit à la commune d'Urepel et au département des Pyrénées-Atlantiques.
Au début du XXIe siècle, sept familles françaises habitent cette terre espagnole, où l'électricité a été installée en 1979 et le téléphone en 1983, paient leurs impôts fonciers en Espagne, mais la taxe d'habitation en France, envoient leurs enfants à l'école française et bénéficient des prestations des allocations familiales françaises. Les troupeaux de vaches qui traversent et pâturent pour leur transhumance dans le pays Quint, en provenance de la France, sont marqués au fer rouge du sigle V. E. (vallée d'Erro).